# Підгірне (Бородінська селищна громада)
Підгі́рне — село Бородінської селищної громади, у Болградському районі Одеської області України. Населення становить 168 осіб.

## Історія
Указом Президії Верховної Ради УРСР від 14 листопада 1945 року село Старий Кантемір Новотарутинської сільради Бородінського району Ізмаїльської області перейменували на село Підгірне.
12 червня 2020 року, відповідно до Розпорядження Кабінету Міністрів України від № 724-р «Про визначення адміністративних центрів та затвердження територій територіальних громад Одеської області», увійшло до складу Бородінської селищної територіальної громади.
19 липня 2020 року, в результаті адміністративно-територіальної реформи і ліквідації Тарутинського району, село увійшло до складу новоутвореного Болградського району.

## Населення
Згідно з переписом УРСР 1989 року чисельність наявного населення села становила 149 осіб, з яких 73 чоловіки та 76 жінок.
За переписом населення України 2001 року в селі мешкало 170 осіб.

### Мова
Розподіл населення за рідною мовою за даними перепису 2001 року:
| Мова       | Відсоток |
| ---------- | -------- |
| російська  | 51,19 %  |
| болгарська | 29,76 %  |
| молдовська | 15,48 %  |
| українська | 1,79 %   |
| білоруська | 0,60 %   |
| гагаузька  | 0,60 %   |
| інші       | 0,58 %   |